# Corneliu Rudencu
Corneliu Rudencu (n. 10 august 1947, Constanța) este un amiral român, care a îndeplinit funcția de șef al Statului Major al Forțelor Navale Române (2002-2004). 

## Biografie
Corneliu Rudencu s-a născut la data de 10 august 1947 în orașul Constanța. A absolvit cursurile Liceului Militar “Ștefan cel Mare” din Câmpulung Moldovenesc (1965), ale Școlii Militare Superioare de Marină din Constanța (1968) și apoi ale Academia de Înalte Studii Militare (1977).
După absolvire a facultății, a îndeplinit diferite funcții în Marina Militară: șeful cercetării în Statul Major al Forțelor Navale, comandant de vânător de submarine, comandant de divizion de dragoare de radă și comandant de divizion de vânătoare de submarine, șef de stat major și comandant la Brigada Fluvial – Maritimă.
La reînființarea Flotilei de Dunăre “Mihail Kogălniceanu”, în anul 1995, la Brăila, Corneliu Rudencu este numit comandant al acestei unități. Prin Decretul nr.519 din 21 octombrie 1996, comandorul Rudencu a fost înaintat la gradul de contraamiral (cu o stea).
În anul 1997 este promovat în funcția de locțiitor al Șefului Statului Major al Forțelor Navale până în anul 1999, când este înaintat la gradul de contraamiral și numit adjunct al Șefului Statului Major General. Prin Decretul nr.387 din 29 noiembrie 1999, a fost înaintat la gradul de viceamiral (cu două stele) începând din 1 decembrie 1999.  Prin modificarea gradelor, gradul său a fost redenumit contraamiral - cu 2 stele.
La data de 1 ianuarie 2002, contraamiralul Rudencu a fost avansat la gradul de viceamiral - cu 3 stele (prin Decretul nr.34 / 14 ianuarie 2002)  și a fost numit în funcția de șef al Statului Major al Forțelor Navale. Prin Decretul Președintelui României nr. 133 / 15 martie 2004, viceamiralul Corneliu Rudencu, șeful Statului Major al Forțelor Navale, a fost înaintat în gradul de amiral, începând cu data de 31 martie 2004.  El a fost trecut în rezervă începând din 1 aprilie 2004, ca urmare a propriei solicitări, deși mai avea un an până la limita de vârstă de 58 ani. 
Printre motivele vehiculate ale cererii sale de trecere în rezervă, se numără faptul că la sfârșitul lunii martie 2004, la Statul Major al Marinei Militare a avut loc bilanțul activității pe anul 2003, bilanț la care Marina Militară a primit doar calificativul "Bine" - nu "Foarte bine", cum au primit Forțele Terestre și Forțele Aeriene. Cu acest prilej, generalul Mihail Popescu, șeful Statului Major General, a criticat unele probleme din activitatea acesteia - în special modul de gestionare a cheltuirii fondurilor. 

## Decorații
În anul 2000, a fost decorat cu Ordinul Național „Pentru Merit” în grad de Mare Ofițer.